# Sky Doll
Sky Doll is een Italiaanse sciencefictionstripreeks van Alessandro Barbucci en Barbara Canepa, die ook de serie W.I.T.C.H. hebben gemaakt. Canepa werkt voornamelijk als scenariste, maar ze tekent soms ook storyboards en aan de algemene design van de reeks. Verder staat zij voornamelijk in voor de inkleuring. Barbucci is de tekenaar maar schrijft ook mee aan de dialogen en de storyboards voor de actiescènes.

## Inhoud
Sky Doll is meer dan W.I.T.C.H. gericht op volwassenen met "volwassen" inhoud. Belangrijke thema's zijn religie en sciencefiction. Sky Doll uit de titel is Noa, een levende pop die sterft als ze niet om de 33 uur wordt opgewonden met een sleutel in haar rug.

## Delen
- 2000: Vol.1: La città gialla
- 2002: Vol.2: Aqua
- 2003: Vol.0: Doll's Factory
- 2005: La città bianca - matite
- 2006: Vol.3: La città bianca
- 2007: Spaceship collection
- 2009: Lacrima Christi collection
- 2016: Vol.4: Sudra

Sky Doll wordt in Nederland uitgegeven door Silvester Strips.
1. De gele stad
2. Aqua
3. De witte stad
4. Sudra